# Lokatorzy
„Lokatorzy“ (Наематели) е полски комедиен сериал, създаден през 6 февруари 2000 година.

## Актьорски състав
| Актьор           | Роля |
| ---------------- | --- |
| Михал Лешен      | Яцек Пшипадек, собственикът на ресторант, отличен готвач.                                                                                  |
| Агнешка Михалска | Кристина Древновска (прякор Кришя), собственик на магазин за цветя. Хитрата и остроумена, много пъти помага на приятели в трудна ситуация. |
| Олга Борис       | Зузанна Шнежанка, (прякор Зужя), начало секретар и по-късно рецепционист в клиниката. Не е много умна, но много очарователна.              |
| Марек Шюдим      | Станислав Богацки, съпруг на Хелена. Много стиснат и хитър.                                                                                |
| Ева Шикулска     | Хелена Богацка, съпруга на Станислав. Хубава и сердъчна.                                                                                   |
| Мачей Ковалевски | Франчишек Стахира (прякор Франек), продава употребявани автомобили. Женкар. Често има малко пари и се опитва да ги заема от наематели.     |
| и другите        | |